# Joseph Rovan
Joseph Rovan (* 25. Juli 1918 in München als Joseph Rosenthal; † 27. Juli 2004 in Saint-Christophe-les-Gorges) war ein französischer Historiker, Journalist, Politikberater und Hochschullehrer. Er gilt als einer der wichtigsten Förderer der deutsch-französischen Beziehungen im 20. Jahrhundert.

## Leben
Joseph Rosenthal war ein Sohn des preußischen Holzhändlers Erich Rosenthal, dessen Familie vom Judentum zum Protestantismus konvertiert war und dessen Schwester, Elise Rosenthal, nach Heirat mit dem 1925 geschiedenen Privatgelehrten Hermann Probst die Stiefmutter von Christoph Probst wurde. Seine Mutter Ella Löwi stammte aus Regensburg. 
Unmittelbar nach den ersten Judenboykott-Angriffen der NS-Zeit im April 1933 emigrierte Josephs Vater nach Frankreich und baute sich dort eine neue berufliche Existenz auf. Ein Jahr später holte er Frau und Sohn nach.
Der junge Rosenthal legte an einem französischen Gymnasium ein exzellentes Baccalauréat ab und wollte Germanist und Historiker werden. Der Einmarsch der Wehrmacht zwang ihn, diese Pläne zu ändern. Mit selbst angefertigten gefälschten Ausweispapieren rettete er sich, die eigene Familie und viele weitere vor der Deportation und Ermordung im Holocaust. Sein gefälschter Ausweis auf den Namen Joseph Meyer-Rivier war Exponat in einer Ausstellung im Bonner Haus der Geschichte.
Rovan arbeitete zunächst als Journalist und Publizist. Der Name Joseph Rovan war ursprünglich als nom de plume ein Pseudonym, unter dem ihn heute alle Welt kennt, ähnlich wie bei Willy Brandt oder Günther Anders. Im Februar 1944 wurde er als Mitglied der französischen Résistance von der Gestapo verhaftet und in das KZ Dachau deportiert. Dort freundete er sich unter anderem mit dem ebenfalls dort gefangengehaltenen französischen Christdemokraten Edmond Michelet an. Als dieser nach dem Krieg von Charles de Gaulle zum Minister berufen wurde, folgte ihm Rovan als Mitglied seines Beraterstabs nach Paris.
Nach 1945 war der selber zum Katholizismus übergetretene Rovan als Journalist und außerdem für französische Ministerien und internationale Gremien als Politikberater in Deutschlandfragen tätig. Für die französische Kulturpolitik organisierte er Jugendbegegnungen und den Wiederaufbau von Jugendorganisationen. Außerdem förderte er sowohl in Frankreich als auch in Deutschland die staatsbürgerliche und demokratische Erziehung. Seit 1955 war er Frankreich-Korrespondent des Bayerischen Rundfunks und der Tageszeitung Mannheimer Morgen gewesen. 1968 erhielt er einen Lehrauftrag für Deutsche Geschichte und Politik an der Universität Paris-Vincennes. Später wurde er ordentlicher Professor für Deutsche Geschichte.
Sein Buch Geschichte der Deutschen wurde mehrfach ausgezeichnet. In diesem Buch kommt Rovans quasi externe Sicht auf Deutschland und auf das deutsche Volk als Franzose mit deutschen Wurzeln zum Tragen. Er veröffentlichte zahlreiche Bücher über das Deutschland der Gegenwart in französischer Sprache und publizierte auch über den deutschen Nationalsozialismus. Bleibende Bekanntheit hat auch seine Geschichte der deutschen Sozialdemokratie (1978).
Er war politischer Berater von Helmut Kohl und Jacques Chirac. Neben Alfred Grosser war er wohl der wichtigste französische Intellektuelle deutsch-jüdischer Herkunft, der sich seit der unmittelbaren Nachkriegszeit bis zu seinem Tode für die deutsch-französische Verständigung engagierte.
Rovan starb 86-jährig beim Baden in der Nähe seines Ferienhauses im französischen Zentralmassiv.
1996 wurde er mit dem Elsie-Kühn-Leitz-Preis für herausragende Verdienste um die deutsch-französischen Beziehungen und die europäische Einigung ausgezeichnet. Nach ihm wurde der Joseph Rovan Preis für deutsch-französische Verständigung benannt. In Remagen ist eine Straße nach ihm benannt.

## Schriften (Auswahl)
- Das Problem der ausserschulischen Bildung als Phänomen der Demokratisierung und Autonomisierung von Personen und Milieus in Deutschland und Frankreich. Europ. Akad. Otzenhausen, Saarbrücken 1973, DNB 810743051.
- Geschichte der deutschen Sozialdemokratie. Fischer TB, Frankfurt 1980, ISBN 3-596-23433-6.
- Zwei Völker – eine Zukunft: Deutsche & Franzosen an der Schwelle des 21. Jahrhunderts. Piper, München 1986, ISBN 3-492-03013-0.
- Contes de Dachau. Julliard, Paris 1987, ISBN 2-260-00503-9.
  - deutsch: Geschichten aus Dachau. Übers. Thomas Dobberkau und Friedrich Griese. DVA, Stuttgart 1989, ISBN 3-421-06495-4.
- Geschichte der Deutschen. dtv, München 1998, ISBN 978-3-423-30638-6.
- Mémoires d’un Français qui se souvient d’avoir été Allemand. Edition du Seuil, Paris 1999, ISBN 2-02-020224-7.
  - deutsch: Erinnerungen eines Franzosen, der einmal Deutscher war. Memoiren. Hanser, München 2000, ISBN 978-3-446-19937-8.
- Im Zentrum Europas. Deutschland und Frankreich im 20. und 21. Jahrhundert. (Original: Bismarck, l’Allemagne et l’Europe unie.) Ebd. 2000, ISBN 3-423-24205-1.
- Bismarck von Frankreich aus gesehen. In: Robert Picht u. a. (Hrsg.): Fremde Freunde. Deutsche und Franzosen vor dem 21. Jahrhundert. Piper, München 2002, ISBN 3492039561, S. 30–33.

## Ehrungen (Auswahl)
- 1981: Ehrendoktor der Sozialwissenschaftlichen Fakultät, Ludwig-Maximilians-Universität München
- 1983: Goethe-Medaille
- 1993: Toleranzpreis der Stadt Münster
- 1993: Romano-Guardini-Preis
- 1995: Verdienstmedaille des Landes Baden-Württemberg
- 2001: Deutscher Nationalpreis
- 2001: Mitglied der Ehrenlegion, höchstrangige Auszeichnung Frankreichs (Rang: Grand officier)
- 2004: Eugen-Kogon-Preis